# Thập niên 1710
Thập niên 1710 là thập niên diễn ra từ năm 1710 đến 1719.